# Antselse Watermolen
De Antselse of Autselse Watermolen was een watermolen op de Groote Waterloop die ten oosten van het Nederlandse dorp Liempde, gemeente Boxtel was gelegen en iets noordelijker in de Dommel uitmondde.
Deze molen werd reeds in 1371 vermeld. Hij werd gebruikt als schorsmolen en was gelegen ter hoogte van de brug in de Meulekesweg over de Groote Waterloop. De molen was echter reeds gesloopt voordat er nauwkeurige kadasterkaarten voorhanden waren, en later is ook de waterloop gekanaliseerd en de grond verstoord, zodat de exacte ligging niet meer bekend is.
In 2005 werd er een plan ontvouwd tot herbouw van een watermolen op de plaats waar men de vroegere watermolen vermoedde. In april 2009 voerden veldarcheologen van de RCE (Rijksdienst voor het Cultureel Ergfgoed) ter plekke bodemonderzoek uit, doch meerdere dagen graaf- en speurwerk leidde niet tot vinden van de locatie van de molen.